# Hymenaster platyacanthus
Hymenaster platyacanthus är en sjöstjärneart som beskrevs av Ludwig 1905. Hymenaster platyacanthus ingår i släktet Hymenaster och familjen knubbsjöstjärnor. Inga underarter finns listade i Catalogue of Life.